# Gloucester Northern Senior League
Gloucestershire Northern Senior League là một giải bóng đá Anh thành lập năm 1922. Giải đấu đang liên kết với Gloucestershire County FA. Giải có 2 hạng đấu, Division One và Division Two, Division One nằm ở Cấp độ 12 trong Hệ thống các giải bóng đá ở Anh. Đây là giải đấu góp đội cho Gloucestershire County League. Các giải đấu Cheltenham League, Stroud and District League và North Gloucestershire League tham gia góp đội cho GNSL.
Ở mùa giải 2014–15, Broadwell Amateurs vô địch Division One và lên chơi ở County League, trong khi Charlton Rovers vô địch Division Two.

## Lịch sử
Giải đấu được thành lập năm 1922 và các thành viên sáng lập bao gồm Cheltenham Town, Gloucester City và Forest Green Rovers.
Nhiều câu lạc bộ ở NSL từng thi đấu ở Gloucestershire County League hoặc cao hơn nhưng lại bị xuống chơi ở các cấp độ thấp hơn. Đáng chú ý có: 
- Harrow Hill gia nhập County League mùa giải 1982/83 và thăng hạng Hellenic Football League.[1]
- Stonehouse Town là thành viên của County League thi đấu 20 năm cho đến năm 1988 thì kết thúc.  Từ năm 1947 đến năm 1960, câu lạc bộ thi đấu ở Western Football League.[2]

Nhiều câu lạc bộ từng thi đấu ở Gloucestershire Northern Senior League và hiện tại đang thi đấu ở các cấp độ cao hơn bao gồm:
| - Bishop's Cleeve - Brimscombe & Thrupp - Cheltenham Town - Cinderford Town - Cirencester Town - Forest Green Rovers | - Gala Wilton - Gloucester City - Lydney Town - Shortwood United - Slimbridge - Tuffley Rovers |

## Đội vô địch
| Mùa giải | Division One              | Division Two              |
| -------- | ------------------------- | ------------------------- |
| 1956–57  | Lydbrook Athletic         | Cirencester Town          |
| 1957–58  | Lydbrook Athletic         | Synwell Rovers            |
| 1958–59  | Lydbrook Athletic         | Bream                     |
| 1959–60  | Lydbrook Athletic         | Hoffman Athletic          |
| 1960–61  | Cinderford Town           | Wotton Rovers             |
| 1961–62  | Lydbrook Athletic         | Cirencester Town          |
| 1962–63  | Sharpness                 | Shortwood United          |
| 1963–64  | Harrow Hill               | Dursley Town              |
| 1964–65  | Harrow Hill               | Bream                     |
| 1965–66  | Sharpness                 | Cheltenham Town Dự bị     |
| 1966–67  | Cirencester Town          | Matson Athletic           |
| 1967–68  | Cirencester Town          | Bishops Cleeve            |
| 1968–69  | Bishops Cleeve            | Charlton Kings            |
| 1969–70  | Bishops Cleeve            | Forest Green Rovers Dự bị |
| 1970–71  | Viney St Swithins         | Cope Chat                 |
| 1971–72  | Harrow Hill               | Wilton Rovers             |
| 1972–73  | Bishops Cleeve            | Newent Town               |
| 1973–74  | Viney St Swithins         | Charlton Kings Dự bị      |
| 1974–75  | St Marks C.A.             | Matson Athletic           |
| 1975–76  | Matson Athletic Dự bị     | Forest Green Rovers Dự bị |
| 1976–77  | Forest Green Rovers Dự bị | Bymacks                   |
| 1977–78  | Chalford                  | Hilldene Athletic         |
| 1978–79  | St Marks C.A.             | Wilton Rovers Dự bị       |
| 1979–80  | Lydney Town               | Frampton United Dự bị     |
| 1980–81  | St Marks C.A.             | Shortwood United Dự bị    |
| 1981–82  | Harrow Hill               | Brimscombe & Thrupp       |
| 1982–83  | Wotton Rovers             | Viney St. Swithins        |
| 1983–84  | St Marks C.A.             | Berkeley Town             |
| 1984–85  | Brimscombe & Thrupp       | ICI Fibres                |

| Mùa giải  | Division One           | Division Two             |
| --------- | ---------------------- | ------------------------ |
| 1985–86   | ICI Fibres             | Smiths Athletic          |
| 1986–87   | ICI Fibres             | Worrall Hill             |
| 1987–88   | Tuffley Rovers         | Longlevens               |
| 1988–89   | Berkeley Town          | Cam Bulldogs             |
| 1989–90   | St Marks C.A.          | ICI Fibres               |
| 1990–91   | Dowty Dynamos          | Shortwood United Dự bị   |
| 1991–92   | Smiths Athletic        | Endsleigh                |
| 1992–93   | Endsleigh              | Brockworth               |
| 1993–94   | Broadwell Amateurs     | Stonehouse Freeway       |
| 1994–95   | Brockworth             | Lydney Town              |
| 1995–96   | Dursley Town           | Tuffley Rovers Dự bị     |
| 1996–97   | Viney St Swithins      | Whitminister             |
| 1997–98   | Whitminister           | Lydbrook Athletic        |
| 1998–99   | Tuffley Rovers Dự bị   | Kingswood                |
| 1999–2000 | Whitminister           | Bourton Rovers           |
| 2000–01   | Sharpness              | Bredon                   |
| 2001–02   | Wotton Rovers          | Longlevens               |
| 2002–03   | Kings Stanley          | Warden Hill United       |
| 2003–04   | Warden Hill            | Bourton Rovers           |
| 2004–05   | Lydney Town            | Brimscombe & Thrupp      |
| 2005–06   | Berkeley Town          | Tuffley Rovers           |
| 2006–07   | Tuffley Rovers         | Slimbridge Dự bị         |
| 2007–08   | Slimbridge             | Gala Wilton              |
| 2008–09   | Longlevens             | Stonehouse Town          |
| 2009–10   | Sharpness              | Leonard Stanley          |
| 2010–11   | Brockworth Albion      | Frampton United          |
| 2011–12   | Shortwood United Dự bị | Cheltenham Civil Service |
| 2012-13   | Gala Wilton            | Ruardean Hill Rangers    |
| 2013-14   | Cam Bulldogs           | FC Barometrics           |
| 2014-15   | Broadwell Amateurs     | Charlton Rovers          |

Nguồn:

## Các câu lạc bộ mùa giải 2015–16
| - Avonvale United - Berkeley Town - Brockworth Albion - Cam Bulldogs - Charlton Rovers - Dursley Town - FC Barometrics - Harrow Hill - Newent Town - Ramblers - Ruardean Hill Rangers - Sharpness - Southside Star - Stonehouse Town - Taverners - Tuffley Rovers Dự bị | - Abbeymead Rovers - Bibury - Bredon - Chalford - English Bicknor - Leonard Stanley - Longford - Longlevens Dự bị - Lydbrook Athletic - Lydney Town Dự bị - Quedgeley Wanderers - Smiths Athletic - Whaddon United - Winchcombe Town - Woolaston - Wotton Rovers |